# TBN 차차차 (광주)
윤지현의 TBN 차차차는 TBN 광주교통방송(광주, 목포, 해남, 진도 FM 97.3MHz, 여수, 순천, 광양 FM 103.5MHz)에서 평일 오후 2시 5분부터 3시 55분까지 방송되는 광주, 전남지역의 라디오 음악 프로그램이다.

## 코너 소개

### 매일 코너
- 빵빵 노래배달해드립니다 - 신청곡받고 사연까지~ 더블로 가자 !청취자 취향저격 신청곡 신속배달 ~
- 퀴즈<알랑가 몰라> - 요일마다~색다른 퀴즈로 한낮의 졸음은 가라~ 재미는 와라! 퀴즈도 풀고 선물도 받는 1석2조 시간
- 콩트 <섬마을 꽃님이> - 노래좋아하고 바다좋아하는 섬마을 차차도에 사는 꽃님이가 소개하는 트롯명곡들

## 요일 코너

### 월요일
- 차차차 생생라이브 : 월요병 no! 가수들의 라이브.연주자들의 연주...다양한 라이브 무대가 함께합니다

### 화요일
- 공병철의 tbn차차차 : 웃음박사 공병철과 인생의 즐거움과 마음의 여유를 찾아가는 시간

### 수요일
- 박수림의 신나신나 : 개그맨 박수림이 청취자들의 고민해결해주는 시간~박수도사 박수림의 명쾌한 해답

### 목요일
- tbn어린이 합창단 '초록신호등' : tbn광주교통방송 어린이합창단과 어린이교통안전에 대해(월1회)/ 반가운 목소리와 함께하는 깜짝 초대석

### 금요일
- 디제이 킴의 졸음타파 솔라시도 : 디제이 킴과 즐거운 금요일~ 트롯리믹스로 go go